# ماری-کلر بله
ماری-کلر بله (به فرانسوی: Marie-Claire Blais) (١٩٣٩ _ ٣٠ نوامبر ٢٠٢١) نویسنده قرن بیستم میلادی اهل فرانسه بود.